# 裸名詞
裸名詞（はだかめいし、Bare nouns）は、限定詞や量詞を伴わずに使用される名詞のことである。

## 解説
自然言語では、裸名詞の分布は、言語固有の制約に従う。DP仮説（DP hypothesis）の下では、項の位置にある名詞は、その名詞を導入する限定詞または量詞を持たなければならず、これと一見矛盾するように思える裸名詞の特別な扱いを認めている。そのため、裸名詞は意味論と統語論の両分野で広く研究されている。
英語では、固有名詞と不可算名詞は、これらが意味論的に意味をなすどの位置でも適切（felicitous）な名詞である。裸の複数形（Bare plurals）は通常、述語の外側の位置に制限されるが、これには例外がある（「the reason is uncommon sentences」）。